# Décès en janvier 1998
Décès
- 1994
- 1995
- 1996
- 1997
- 1998
- 1999
- 2000
- 2001
- 2002

Pour une information complémentaire, voir la page d'aide.

| Date        | Nom                          | Activités                                                                     | Âge    | Source |
| ----------- | ---------------------------- | ----------------------------------------------------------------------------- | ------ | ------ |
| 1er janvier | Claude Bettinger             | sculpteur québécois                                                           | 55     |        |
| 1er janvier | Lotte Brott                  | violoncelliste québécoise                                                     | 90     |        |
| 1er janvier | Muhamet Dibra                | footballeur international albanais                                            | 74     |        |
| 1er janvier | Arthur Gelber (en)           | mécène canadien                                                               | 82     |        |
| 1er janvier | Haxhi Lleshi                 | chef militaire et politicien communiste albanais                              | 84     |        |
| 1er janvier | Jorge Onetti                 | écrivain argentin                                                             | 66     |        |
| 1er janvier | Alphonse Piché               | poète québécois                                                               | +/- 81 |        |
| 1er janvier | David Schildkraut            | saxophoniste de jazz américain                                                | 73     |        |
| 1er janvier | Ake Seyffarth                | patineur de vitesse suédois                                                   | 78     |        |
| 1er janvier | Helen Wills                  | joueuse de tennis américaine                                                  | 92     |        |
| 2 janvier   | Monique Apple                | peintre et écrivain française                                                 | 60     |        |
| 2 janvier   | Max Colpet                   | parolier américain                                                            | 92     |        |
| 2 janvier   | Frank Muir                   | scénariste et acteur britannique                                              | 78     |        |
| 3 janvier   | George Shaw                  | joueur de football américain                                                  | 64     |        |
| 4 janvier   | Carlo Ludovico Bragaglia     | cinéaste italien                                                              | 103    |        |
| 4 janvier   | Raymond Bruckberger          | père dominicain et écrivain français                                          | 90     |        |
| 4 janvier   | John Gary (en)               | chanteur américain                                                            | 65     |        |
| 4 janvier   | Rees Gwerder                 | compositeur suisse                                                            | ?      |        |
| 4 janvier   | Josephine Hutchinson         | actrice américaine                                                            | 92     |        |
| 4 janvier   | Mihaly Igloi (en)            | entraîneur américain                                                          | 89     |        |
| 4 janvier   | Roland Kaiser                | acteur allemand                                                               | ?      |        |
| 4 janvier   | Mae Questel                  | actrice américaine                                                            | 89     |        |
| 4 janvier   | Francisco Rodrigo (en)       | politicien philippin                                                          | 83     |        |
| 4 janvier   | Kunie Shishikura             | joueuse japonaise de volley-ball                                              | 51     |        |
| 5 janvier   | David Bairstow (en)          | joueur de cricket anglais                                                     | 46     |        |
| 5 janvier   | Sonny Bono                   | acteur et chanteur américain                                                  | 62     |        |
| 5 janvier   | René Fusier                  | résistant français                                                            | 68     |        |
| 5 janvier   | Rees Gwerder                 | joueur de schwyzoise suisse                                                   | 87     |        |
| 5 janvier   | Branko Lazitch               | historien français                                                            | 74     |        |
| 5 janvier   | Jean Sigrid                  | dramaturge belge                                                              | 77     |        |
| 5 janvier   | Georgi Sviridov              | compositeur russe                                                             | 82     |        |
| 5 janvier   | Vittoriano Viganò (it)       | architecte italien                                                            | ?      |        |
| 6 janvier   | Walter Barnes (en)           | acteur et joueur de football américain                                        | 79     |        |
| 6 janvier   | Edmund Morris                | dramaturge et scénariste américain                                            | ?      |        |
| 6 janvier   | Murray Salem (en)            | scénariste américain                                                          | 47     |        |
| 6 janvier   | Otto Schmitt                 | chercheur et professeur américain polymathe                                   | 85     |        |
| 7 janvier   | Rédouane Bougara             | champion de kick boxing et de boxe thaï français                              | 25     |        |
| 7 janvier   | Richard Hamming              | mathématicien américain                                                       | 82     |        |
| 7 janvier   | Slava Metreveli              | footballeur soviétique                                                        | 61     |        |
| 7 janvier   | Valerio Perentin (en)        | rameur italien                                                                | ?      |        |
| 7 janvier   | Vladimir Prelog              | chimiste suisse                                                               | 91     |        |
| 7 janvier   | Sir Frank Roberts            | diplomate britannique                                                         | ?      |        |
| 7 janvier   | Lawrence Treat               | romancier américain                                                           | 94     |        |
| 7 janvier   | Dorothy Wilson               | actrice américaine                                                            | 88     |        |
| 7 janvier   | Jacqueline deWit             | actrice anglaise                                                              | 86     |        |
| 8 janvier   | Walter Demer (en)            | marchand américain                                                            | 93     |        |
| 8 janvier   | Tony Lavelli                 | joueur de basket-ball américain                                               | 91     |        |
| 8 janvier   | Denys Lombard                | historien français                                                            | 59     |        |
| 8 janvier   | Shamima Shaikh               | féministe musulmane d'Afrique du Sud                                          | 37     |        |
| 8 janvier   | Michael Tippett              | compositeur britannique                                                       | 92     |        |
| 9 janvier   | Wilbrod Bherer               | avocat canadien                                                               | 92     |        |
| 9 janvier   | Serge Dalens                 | écrivain français                                                             | 83     |        |
| 9 janvier   | Marie-Madeleine Dienesch     | femme politique française                                                     | ?      |        |
| 9 janvier   | Kenichi Fukui                | chimiste japonais                                                             | 79     |        |
| 9 janvier   | Ted Harper                   | coureur cycliste canadien                                                     | 80     |        |
| 9 janvier   | Alberto Isaac                | cinéaste mexicain                                                             | 72     |        |
| 9 janvier   | Imi Lichtenfeld              | fondateur officiel tchécoslovaque de la méthode krav-maga                     | 87     |        |
| 9 janvier   | Lia Manoliu                  | athlète roumaine                                                              | 65     |        |
| 9 janvier   | Hédi Mokrani                 | chanteur tunisien                                                             | 73     |        |
| 9 janvier   | Kathleen Shannon             | cinéaste canadien                                                             | 62     |        |
| 9 janvier   | Sir Michael Tippett          | compositeur anglais                                                           | 93     |        |
| 9 janvier   | Oleg Zinger                  | peintre franco-russe                                                          | 87     |        |
| 10 janvier  | Georges Coudray              | homme politique français                                                      | 95     |        |
| 10 janvier  | Joe Yrigoyen                 | cascadeur américain                                                           | 88     |        |
| 11 janvier  | Pierre Boulat                | photographe français                                                          | 73     |        |
| 11 janvier  | Louis Dejoie                 | homme politique haïtien                                                       | 69     |        |
| 11 janvier  | Erik Jarvik                  | paléobotaniste suédois                                                        | 91     |        |
| 11 janvier  | Paul-Henry Chombart de Lauwe | sociologue français                                                           | 84     |        |
| 11 janvier  | Jean Serge                   | journaliste français                                                          | ?      |        |
| 11 janvier  | Klaus Tennstedt              | chef d'orchestre allemand                                                     | 71     |        |
| 12 janvier  | Bruce Beer                   | député canadien                                                               | 87     |        |
| 12 janvier  | Roger Clark                  | coureur automobile britannique                                                | 58     |        |
| 12 janvier  | Robert Friend (en)           | poète américain                                                               | 84     |        |
| 12 janvier  | Richard Kennedy (en)         | diplomate américain                                                           | 78     |        |
| 12 janvier  | Libuse Monikova (en)         | écrivain tchèque                                                              | 66     |        |
| 12 janvier  | Robert Townsend              | homme d'affaires américain                                                    | 77     |        |
| 13 janvier  | Joseph Bintener              | coureur cycliste luxembourgeois                                               | 80     |        |
| 13 janvier  | Bob Martin                   | chanteur américain                                                            | 76     |        |
| 13 janvier  | Kurt Weißenfels              | footballeur est-allemand                                                      | 77     | (en)   |
| 14 janvier  | John Anderson (en)           | entraîneur de football américain                                              | 65     |        |
| 14 janvier  | Arturo Enrile (en)           | homme politique philippin                                                     | 57     |        |
| 14 janvier  | Gulzarilal Nanda             | homme politique indien                                                        | 99     |        |
| 15 janvier  | Charles Conrad               | politicien et acteur américain                                                | 88     |        |
| 15 janvier  | Duncan McNaughton            | athlète canadien                                                              | ?      |        |
| 15 janvier  | Gulzarilal Nanda             | homme politique indien                                                        | 99     |        |
| 15 janvier  | Ahmed Oudjani                | footballeur international algérien                                            | 60     |        |
| 15 janvier  | Pierre Paquet                | comédien québécois                                                            | ?      |        |
| 15 janvier  | Nino Pirrotta                | musicologue italien                                                           | 89     |        |
| 15 janvier  | Pierre Sicaud                | haut fonctionnaire français                                                   | 87     |        |
| 15 janvier  | Boris Tatushin               | footballeur soviétique                                                        | 64     |        |
| 15 janvier  | Robert Thompson              | réalisateur britannique                                                       | 85     |        |
| 16 janvier  | Dimitris Horn                | acteur grec                                                                   | 77     |        |
| 16 janvier  | Renzo Mongiardino            | décorateur italien                                                            | 81     |        |
| 16 janvier  | Emil Sitka (en)              | acteur américain                                                              | 83     |        |
| 16 janvier  | Junior Wells                 | harmoniciste de blues américain                                               | 63     |        |
| 17 janvier  | Junior Kimbrough             | guitariste de blues américain                                                 | 67     |        |
| 17 janvier  | Cliffie Stone                | musicien américain                                                            | 80     |        |
| 18 janvier  | Maria Judite de Carvalho     | romancière portugaise                                                         | 76     |        |
| 18 janvier  | Guy Charbonneau              | sénateur canadien                                                             | 76     |        |
| 18 janvier  | Monica Edwards (en)          | écrivaine britannique, auteur de livres pour enfants                          | 85     |        |
| 18 janvier  | Gerald Ottenheimer (en)      | sénateur canadien                                                             | 63     |        |
| 18 janvier  | ilhelm Törsleff (en)         | skipper suédois, médaille de bronze aux jeux olympiques de 1928               | ?      |        |
| 18 janvier  | Josip Uhač                   | cardinal yougoslave                                                           | 73     |        |
| 18 janvier  | James Villiers               | comédien britannique                                                          | 64     |        |
| 19 janvier  | Pierre Croze                 | sénateur français                                                             | 77     |        |
| 19 janvier  | Bengt Eklund                 | acteur suédois                                                                | 73     |        |
| 19 janvier  | Alain Jonemann               | député français                                                               | 77     |        |
| 19 janvier  | Mancur Olson                 | économiste américain                                                          | 66     |        |
| 19 janvier  | Carl Perkins                 | pionnier du rock 'n' roll américain                                           | 65     |        |
| 19 janvier  | Joseph Antonio Thomas        | député canadien                                                               | 85     |        |
| 20 janvier  | Harry Ashmoe (en)            | éditorialiste américain, récipiendaire de deux prix Pulitzer                  | 81     |        |
| 20 janvier  | Bobo Brazil                  | catcheur américain                                                            | 74     |        |
| 21 janvier  | Edward Carrick (en)          | directeur artistique britannique                                              | 93     |        |
| 21 janvier  | Clément Durand               | un des fondateurs de la Fédération de parents d'élèves ()FCPE)                | 84     |        |
| 21 janvier  | Larry Gilbert (en)           | golfeur américain                                                             | 55     |        |
| 21 janvier  | Yoshifumi Kondo              | animateur japonais                                                            | 47     |        |
| 21 janvier  | Jack Lord                    | acteur américain                                                              | 77     |        |
| 21 janvier  | David Orlikow (en)           | député canadien                                                               | 80     |        |
| 21 janvier  | Louis Thiétard               | coureur cycliste français                                                     | 87     |        |
| 22 janvier  | Georges Borgeaud             | peintre suisse                                                                | 84     |        |
| 22 janvier  | Victor Passmore (en)         | peintre britannique                                                           | 87     |        |
| 22 janvier  | Edwin Wainwright (en)        | député britannique                                                            | 89     |        |
| 22 janvier  | William Walker               | hématologiste britannique                                                     | 79     |        |
| 23 janvier  | Colette Beleys               | peintre française                                                             | 86     |        |
| 23 janvier  | Hilla Limann                 | homme politique ghanéen                                                       | 63     |        |
| 23 janvier  | Alfredo Ormando              | écrivain sicilien                                                             | 29     |        |
| 23 janvier  | Ernest Peirce                | boxeur sud-africain                                                           | 88     |        |
| 24 janvier  | Nodar Akhalkatsi             | joueur, entraîneur et dirigeant de football soviétique puis géorgien          | 60     |        |
| 24 janvier  | Walter D. Edmonds            | écrivain américain                                                            | 93     |        |
| 24 janvier  | Walter Bishop Jr             | pianiste de jazz américain                                                    | 70     |        |
| 24 janvier  | Bob Russell (en)             | comédien américain                                                            | 90     |        |
| 24 janvier  | Justin Tubb (en)             | parolier américain                                                            | 62     |        |
| 25 janvier  | Olive Brasno (en)            | actrice américaine                                                            | 80     |        |
| 25 janvier  | Sidney Cole                  | producteur, monteur, scénariste et réalisateur britannique                    | 89     |        |
| 25 janvier  | Jean Rougerie                | acteur français                                                               | 77     |        |
| 26 janvier  | Emilio Alarcos               | linguiste espagnol                                                            | 75     |        |
| 26 janvier  | Hogan Bassey                 | boxeur nigérian                                                               | 59     |        |
| 26 janvier  | Ernest Gebler (en)           | romancier irlandais                                                           | 83     |        |
| 26 janvier  | Ethelreda Leopold (en)       | actrice américaine                                                            | 80     |        |
| 26 janvier  | Mario Schifano               | peintre italien                                                               | 64     |        |
| 26 janvier  | Shinichi Suzuki              | pédagogue japonais                                                            | 99     |        |
| 27 janvier  | Tamio Kageyama               | romancier japonais                                                            | 50     |        |
| 27 janvier  | Assia Noris                  | actrice italienne                                                             | 85     |        |
| 27 janvier  | Michel Prévost               | écrivain français                                                             | 70     |        |
| 27 janvier  | Maurice Toesca               | romancier français                                                            | 93     |        |
| 27 janvier  | Geoffrey Trease              | écrivain britannique                                                          | 89     |        |
| 27 janvier  | Miklos Dezso Ferenc Udvardy  | ornithologue hongrois                                                         | 70     |        |
| 28 janvier  | Louise Laroche               | rescapée du Titanic                                                           | 87     |        |
| 29 janvier  | Joseph Alioto                | ancien maire de San Francisco                                                 | 81     |        |
| 29 janvier  | Coupé Cloué                  | chanteur haïtien                                                              | 72     |        |
| 29 janvier  | Muse Dalbray                 | comédienne française                                                          | 94     |        |
| 29 janvier  | Shotaro Ishinomori           | dessinateur japonais                                                          | 60     |        |
| 29 janvier  | Marcel Lemoine               | député communiste français                                                    | 79     |        |
| 29 janvier  | Lucien Pariès                | joueur français de rugby à XV                                                 | 50     |        |
| 29 janvier  | Paul Vimond                  | architecte français                                                           | 76     |        |
| 30 janvier  | Héctor Cabanillas            | colonel argentin                                                              | 84     |        |
| 30 janvier  | Richard Cassilly (en)        | ténor américain                                                               | 70     |        |
| 30 janvier  | Louis Chaillot               | coureur cycliste français, médaillé des jeux olympiques de Los Angeles (1932) | 84     |        |
| 30 janvier  | Samuel Eilenberg             | mathématicien américain                                                       | 84     |        |
| 30 janvier  | Paul-Henry Chombart de Lauwe | écrivain français                                                             | 84     |        |
| 30 janvier  | Ferdy Mayne                  | acteur allemand                                                               | 81     |        |
| 30 janvier  | Tamara Wilcox-Smith (en)     | actrice américaine                                                            | 57     |        |
| 31 janvier  | Georges Combret              | réalisateur français                                                          | 92     |        |
| 31 janvier  | Jean Gras                    | comédien français                                                             | 70     |        |
| 31 janvier  | Clarence Griffin             | entraîneur de basket-ball américain                                           | 49     |        |